# Mario Ravagnan
Mario Ravagnan (Padua, 18 de diciembre de 1930-Turín, 13 de diciembre de 2006) fue un deportista italiano que compitió en esgrima, especialista en la modalidad de sable. Participó en tres Juegos Olímpicos de Verano entre los años 1956 y 1964, obteniendo dos medallas, bronce en Roma 1960 y plata en Tokio 1964.

## Palmarés internacional
| Juegos Olímpicos | Juegos Olímpicos | Juegos Olímpicos  | Juegos Olímpicos  |
| Año              | Lugar            | Medalla           | Prueba            |
| ---------------- | ---------------- | ----------------- | ----------------- |
| 1960             | Roma (Italia)    | Medalla de bronce | Sable por equipos |
| 1964             | Tokio (Japón)    | Medalla de plata  | Sable por equipos |